# Deklarace práv ženy a občanky
Deklarace práv ženy a občanky (francouzsky Déclaration des droits de la femme et de la citoyenne), také známá jako Deklarace práv ženy, byla napsána 14. září 1791 francouzskou aktivistkou, feministkou a dramatičkou Olympou de Gouges v odpovědi na Deklaraci práv člověka a občana z roku 1789. Vydáním tohoto dokumentu dne 15. září chtěla de Gouges odhalit, jak francouzská revoluce selhala v otázkách rovnosti pohlaví. Kvůli svým dílům (včetně Deklarace práv ženy a občanky) byla de Gouges obviněna z velezrady, souzena, odsouzena a následně popravena. Tím se společně s zástupkyněmi Girondistů stala jednou ze tří žen sťatých během Vlády teroru, a jedinou ženou popravenou za psaní politických textů.

## Historický kontext

### Předchozí snahy o dosažení rovnoprávnosti
Deklarace práv člověka a občana byla Ústavodárným národním shromážděním (Assemblée nationale constituante) přijata během Francouzské revoluce, v roce 1789. Deklarace, sepsaná a předložená markýzem de La Fayettem, ustanovovala, že všichni lidé „se rodí a zůstávají svobodnými a rovnými ve svých právech“, a že tato práva jsou univerzální. Deklarace práv člověka a občana se stala klíčovým dokumentem projednávajícím lidská práva. Deklarace také odhalila nekonzistentnost, s jakou zákon přistupoval k občanům na základě pohlaví, rasy, třídy, nebo náboženství. V roce 1791 k ní byly přidány nové články rozšiřující občanská a politická práva protestantů a Židů, kteří byli ve Francii dříve pronásledováni.
V listopadu roku 1789, reakci na Deklaraci práv člověka a občana a na fakt, že Národní shromáždění nepřiznalo ženám občanská a politická práva, skupina žen podala Petici žen k Národnímu shromáždění, požadující rozšíření rovnosti i na ženy.
V roce 1790 se Nicolas de Condorcet a Etta Palm d'Aelders neúspěšně pokusili prosadit u Národního shromáždění rozšíření občanských a politických práv i na ženy. Condorcet prohlásil, že „ten, který hlasuje proti právům jiného, bez ohledu na náboženství, barvu, pohlaví nebo cokoli jiného, se tím vzdává práv svých vlastních.“
Protože Francouzská revoluce nevedla k uznání ženských práv, rozhodla se na začátku roku 1791 de Gouges vydat Deklaraci práv ženy a občanky.

### Politické názory Olympy de Gouges
Hlavní článek: Olympe de Gouges
Olympe de Gouges byla francouzská dramatička a politická aktivistka s feministickými a abolicionistickými názory. Svoji kariéru započala na začátku 80. let 18. století jako dramatička, a jak politické napětí Francouzské revoluce narůstalo, začala se zapojovat do politiky a práva.
V roce 1788 vydala Réflexions sur les hommes négres, kde se dovolává soucitu s utrpením otroků ve Francouzských koloniích. Gouges viděla přímo spojitost mezi Francouzskou autokratickou monarchií a otrokářstvím, a tvrdila, že „všichni lidé jsou si rovni... spravedliví králové nechtějí otroky, vědí, že jsou jim, podřízeni jejich poddaní.“ Proslavila se svojí hrou l'Esclavage des Noirs, která byla inscenována v roce 1785 v Comédie-Française.
Svoji Deklaraci ženy a občanky sepsala krátce poté, co byla v roce 1791 králem Ludvíkem XVI podepsána Francouzská ústava, kterou věnoval své ženě, královně Marii Antoinettě. vznik Francouzské ústavy započal krátké období konstituční monarchie a zavedl status občanství. Občan byl definován jako muž starší 25 let, který je nezávislý a platí daň z hlavy. Občané se nadále dělili na dvě vrstvy, na ty, kteří mohli volit a na ty, kteří mohli být voleni do veřejných funkcí. Z této definice nebylo ženám uděleno právo aktivního občanství. Stejně jako muži, kteří nemohli platit daň z hlavy, děti, domácí služebnictvo, námezdní dělníci a otroci, Židé, herci a kati, neměly ženy žádná politická práva. Ústava sice zrušila starý řád, podle Gouges však nešla dostatečně daleko. To vedlo k sepsání Contrat Social (Společenská smlouva, podle slavného díla Jeana-Jacquese Rousseaua), kde navrhuje rovnost pohlaví jako základ manželství.

## Deklarace

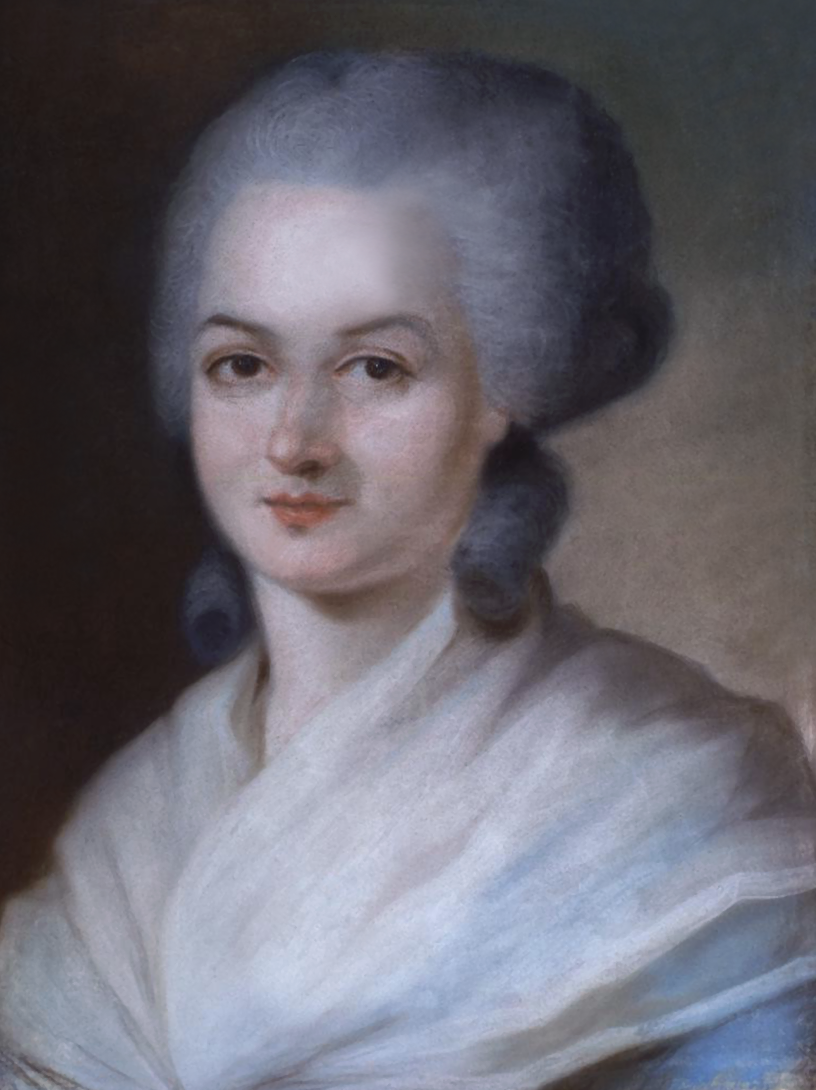
Olympe de Gouges

Deklarace práv ženy a občanky byla vydána 15. září 1791, a byla sepsána po vzoru Deklarace práv člověka a občana. Olympe de Gouges ji věnovala Marii Antoinettě, kterou popisuje jako „nejnenáviděnější z žen“. Deklarace uvádí, že „Tato revoluce se uskuteční teprve ve chvíli, kdy si všechny ženy uvědomí své strašné podmínky, a práva, která ve společnosti ztrácí.“
Deklarace práv ženy a občanky bod po bodu následuje Deklaraci práv muže a občana. I přes svůj vážný obsah byla popsána spisovatelem Camillem Nashem jako „téměř parodie původního dokumentu.“

### Povolání do akce
De Gouges začíná svoji deklaraci slavným citátem: "Muži, dokážete být spravedliví? Žena se ptá, alespoň to právo jí dopřejte. Povězte? Kdo vám dal svrchované právo utlačovat mé pohlaví?" Chce po čtenáři, aby se podíval do přírody a na zákony, kterými se řídí zvířata v jejich okolí – ve spoustě z nich pohlaví koexistují v míru a rovnosti. Ptá se, proč se lidé nemohou chovat stejně, a domáhá se, aby Národní shromáždění ustanovilo Deklaraci součástí Francouzského zákona. Zdůrazňuje také, že ženy stály francouzským mužům po boku v mnoha bitvách, a vybojovaly si tedy stejná práva.

### Předmluva k deklaraci
K předmluvě ke své Deklaraci de Gouges odkazuje na Deklaraci práv člověka a občana a vysvětluje, že ženy, stejně jako muži, mají přirozená, nezcizitelná, posvátná práva, a že politické instituce jsou povinovány tato práva chránit. Předmluvu uzavírá prohlášením, že „pohlaví nadřazené v kráse a v odvaze, s kterou snáší bolesti rození, uznávají a vyhlašují, v přítomnosti a pod dohledem Nejvyššího, následující práva ženy a občanky.“

### Články deklarace

#### Článek I
První článek Deklarace práv člověka a občana prohlašuje: „Lidé se rodí a zůstávají svobodnými a rovnými ve svých právech. Společenské rozdíly se mohou zakládat pouze na prospěšnosti pro celek.“ První článek Deklarace práv ženy a občanky reaguje „Ženy se rodí a zůstávají svobodnými a rovnými mužům v právech. Společenské rozdíly se mohou zakládat pouze na prospěšnosti pro celek.“

#### Článek II a III
Články II a III rozšiřují články Deklarace práv muže a občana tak, aby zahrnovaly ženy i muže.

#### Článek IV
Článek IV prohlašuje, že „jediným, co omezuje ženy v uplatnění jejich přirozených práv je věčná tyranie muže, který se proti nim staví“ a že „tyto limity musí být změněny zákony přírody a rozumu.“ Tímto prohlášením de Gouges specificky ustanovuje, že muži tyransky stáli v cestě přirozeným právům žen, a že tato omezení musí být změněna, aby mohla být vytvořena spravedlivá společnost, která chrání přirozená práva všech.

#### Článek V
Článek V je nezměněn proti svému znění v Deklaraci práv člověka a občana.

#### Článek VI
De Gouges rozšiřuje šestý článek Deklarace práv člověka a občana, který ustanovuje právo občanů podílet se na vytváření zákonů, na „Všichni občané včetně žen mají stejný přístup ke všem hodnostem, veřejným úřadům a zaměstnáním, podle svých schopností a jen na základě rozlišení, která vyplývají z jejich ctností a z jejich nadání.“

#### Články VII až IX
Články VII až IX znovu rozšiřují články Deklarace práv člověka a občana tak, aby zahrnovaly ženy i muže.

#### Článek X
V článku X upozorňuje de Gouges na to, že ačkoli jsou ženám upírána rovná práva, jsou trestatelné stejně jako muži, a prohlašuje: „Pokud mají ženy právo vyšplhat na šibenici, mají stejné právo vyšplhat i na stupínek mluvčího.“

#### Článek XI
V článku XI De Gouges prohlašuje, že ženy by měly mít právo označit otce svých dětí. Historici věří, že je toto prohlášení spojené s dospíváním de Gouges jakožto nemanželského dítěte, a umožňuje ženám vymáhat podporu od otců nemanželských dětí.

#### Článek XII
Tento článek vysvětluje, že deklarace těchto práv pro ženy bude mít přínos pro celou společnost, nejen těm, kdo jsou jí chráněni.

#### Články XIII až XVI
Články XIII až XVI znovu rozšiřují články Deklarace práv člověka a občana tak, aby zahrnovaly ženy i muže.

#### Článek XVII
Sedmnáctý článek Deklarace požaduje rovnost pohlaví v manželství. Po sňatku by měli být ženy a muži před zákonem rovni – v případě rozvodu by tak majetek byl dělen rovným dílem mezi oba zúčastněné a nemohl by být ženě zabaven.

### Doslov k deklaraci
De Gouges začíná doslov k deklaraci prohlášením: „Ženy, probuďte se – zvony rozumu znějí celým vesmírem. Uvědomte si svoje práva.“ V prvním odstavci vyzývá ženy, aby si uvědomily, co získaly během revoluce – „jen větší přezírání, větší pohrdání.“ Trvá na tom, že muži a ženy se v ničem neliší, a že se ženy musí sjednotit „pod praporem filozofie.“ Prohlašuje, že ať už ženy stanou před jakýmikoli bariérami, je v jejich moci je překonat a postoupit ve společnosti. Dále popisuje manželství jako „hrobku důvěry a lásky“.
De Gouges pak popisuje rámec společenské smlouvy (zde si půjčuje od Rousseaua) pro muže a ženy, a popisuje specifické právní následky a rovnost v manželství. Do velké míry zde upravuje Rousseaovu Společenskou smlouvu s tím, že se soustředí na potlačení pohlavím podmíněného konceptu občanství a vytváří podmínky, ve kterých mohou prospívat všichni bez ohledu na pohlaví.
Podle deníku Olympy de Gouges jsou pevně dané společenské hierarchie, které je nemožné udržovat, největším problémem vlády. Vládu pak může dát do pořádku rovnováha sil a společné ctnosti. Svatba by měla být dobrovolným svazkem partnerů se stejnými právy, kteří mohou vlastnit majetek a mít práva na děti ve stejné míře. Všechny děti počaté během tohoto svazku mají právo na jméno otce i matky, „ať už vzejdou z číkoli postele.“

## Reakce na deklaraci
V reakci na Deklaraci práv ženy a občanky začalo mnoho radikálních členů revoluce okamžitě podezřívat de Gouges z velezrady. Jakobíni, vedení Robespierrem, po zjištění, že je deklarace věnována královně, začali podezřívat de Gouges (stejně jako její příznivce z řad Girondistů), že je royalistka. Poté, co se de Gouges pokusila prosadit plebiscit, který by rozhodl mezi třemi formami vlády (mezi kterými byla i konstituční monarchie), byla Jakobíny brzy souzena a odsouzena za velezradu. Jako mnoho jiných politických nepřátel Francie za Vlády Teroru byla odsouzena k popravě gilotinou.
V době její smrti ji Pařížský tisk přestal posměšně považovat za neškodnou. Ačkoli novináři a spisovatelé označovali její program a plány pro Francii za iracionální, také poznamenávali, že se chtěla stát „státníkem“. Feuille du Salut public prohlásil, že jejím zločinem bylo, že „zapomněla na ctnosti, které náležely jejímu pohlaví.“
De Gouges byla velkým kritikem principu rovnosti v revoluční Francii, protože si nijak nevšímal těch, které vynechal, a snažila se v něm získat právoplatné místo i pro ženy a otroky. Ve svých mnohých hrách řešila téma práv a osvobození otroků a žen, a díky nim se tato témata rozšířila nejen po Francii, ale i po zbytku Evropy a do nově vytvořených Spojených států amerických.

### Reakce v jiných zemích

#### Spojené království
Ve Spojeném království sepsala Mary Wollstonecraftová v roce 1792 A Vindication of the Rights of Woman: with Strictures on Political and Moral Subjects. Bylo to v reakci jak na dílo de Gouges, tak na promluvu Charlese Maurice de Talleyrand-Périgorda k Francouzskému národnímu shromáždění v roce 1791, kde prohlašoval, že ženám by mělo náležet pouze vzdělávání ve znalostech pro domácnost. Wollstonecraft sepsala Rights of Woman, aby zahájila útok proti dobovému nerovnému přístupu na základě pohlaví.
Na rozdíl od de Gouges se Wollstonecraftová dožaduje rovnosti pohlaví v určitých oblastech života, netvrdí však explicitně, že jsou si muži a ženy rovni.

#### Spojené státy
Ačkoli nemělo vydání Deklarace práv ženy a občanky žádný okamžitý vliv, výrazně ovlivnil podobu Declaration of Sentiments, napsanou Elizabeth Cady Stanton a dalšími na sjezdu v Senneca Falls v létě 1848.